# Joel Brown
Pour les articles homonymes, voir Brown.
Joel Brown (né le 31 janvier 1980 à Baltimore) est un athlète américain spécialiste du 110 mètres haies. 

## Carrière
Qualifié pour les Championnats du monde d'athlétisme de 2005 grâce à sa quatrième place obtenue lors des Championnats des États-Unis, Joel Brown se classe sixième de la finale du 110 mètres haies en 13 s 47, ne parvenant pas à rééditer sa performance de 13 s 22 établie quelques jours plus tôt aux Bislett Games d'Oslo. 

### Palmarès
| Date | Compétition           | Lieu          | Résultat | Épreuve     |
| ---- | --------------------- | ------------- | -------- | ----------- |
| 2005 | Championnats du monde | Helsinki      | 6e       | 110 m haies |
| 2005 | Finale mondiale       | Monaco        | 7e       | 110 m haies |
| 2008 | Finale mondiale       | Stuttgart     | 8e       | 110 m haies |
| 2009 | Finale mondiale       | Thessalonique | 6e       | 110 m haies |
| 2009 | DécaNation            | Paris         | 1re      | 110 m haies |
| 2011 | DécaNation            | Nice          | 1re      | 110 m haies |

### Records
| Épreuve     | Performance | Lieu      | Date           |
| ----------- | ----------- | --------- | -------------- |
| 110 m haies | 13 s 20     | Oslo      | 9 juin 2011    |
| 60 m haies  | 7 s 48      | Stuttgart | 7 février 2009 |